# Andrew Taylor (Fußballspieler)
Andrew Derek Taylor (* 1. August 1986 in Hartlepool) ist ein englischer ehemaliger Fußballspieler.

## Karriere

### Verein
Andrew Taylor lernte das Fußballspielen in der Jugend des FC Middlesbrough als Defensivspieler. In seiner ersten Saison mit den Boro absolvierte er sieben Ligaeinsätze von Beginn an und schaffte es nicht, sich als Alternative für die Stammkräfte aufzudrängen. Deshalb wurde er für die Spielzeit 2005/06 zu Bradford City in die Football League One verliehen. Taylor konnte sich bei den Bantams schnell als Stammspieler etablieren und bestritt bis zum Saisonende 24 Partien für Bradford. Nach seiner Rückkehr zu Middlesbrough etablierte er sich auf der linken Abwehrseite der Boro und verlängerte Ende Januar 2008 seinen Vertrag bis 2011. In der Saison 2008/09 absolvierte Taylor 28 Partien in der Premier League für Middlesbrough, stieg jedoch mit dem Verein zum Saisonende in die Championship ab. In der Spielzeit 2009/10 war Taylor wieder größtenteils Ersatzspieler, Jonathan Grounds und Justin Hoyte waren auf den Außenbahnen gesetzt. Am 31. August 2010 wechselte Andrew Taylor auf Leihbasis zum FC Watford. Von 2011 bis 2014 spielte er bei Cardiff City, bevor er zu Wigan Athletic wechselte. 2019 beendete er seine aktive Karriere bei den Bolton Wanderers.

### Nationalmannschaft
Andrew Taylor durchlief ab der U-17 alle Jugendnationalmannschaften Englands. Taylor nahm mit der U-17 Englands im Jahr 2003 an der Fußball-Europameisterschaft und an der Weltmeisterschaft teil. Der Abwehrspieler wurde auch bei der U-19-Fußball-Europameisterschaft 2005 eingesetzt und erreichte mit England das Finale des Turniers. Außerdem nahm er im Jahr 2009 mit der U-21 an der Europameisterschaft teil und schaffte mit England den Einzug ins Endspiel.